# Pörsä
Pörsä eller Pörsänjärvi är en sjö i Finland. Den ligger i kommunen Idensalmi i landskapet Norra Savolax, i den centrala delen av landet, 400 km norr om huvudstaden Helsingfors. Pörsä ligger 143,8 meter över havet. I omgivningarna runt Pörsä växer i huvudsak blandskog. Den är 10,34 meter djup. Arean är 1,31 kvadratkilometer och strandlinjen är 6,49 kilometer lång. Sjön  ingår i Vuoksens huvudavrinningsområde. 
I övrigt finns följande i Pörsä:
- Pörsänsaari (en ö)